# غزو الجزائر (1775)
كان غزو الجزائر محاولة برمائية ضخمة وكارثية في يوليو 1775 من قبل قوة إسبانية وتوسكانية مشتركة للاستيلاء على مدينة الجزائر عاصمة إيالة الجزائر. قاد الهجوم البرمائي الجنرال الإسباني ألكسندر أورايلي [الإنجليزية] والأدميرال التوسكاني السير جون أكتون [الإنجليزية] وبلغ إجمالي القوات الغازية 20 ألف مقاتل إلى جانب 74 سفينة حربية من مختلف الأحجام و230 سفينة لنقل المقاتلين، أما القوات الجزائرية المدافعة فكانت بقيادة محمد بن عثمان خوجة. بدأ الهجوم بأمر من ملك إسبانيا كارلوس إسبانيا الذي كان يحاول أن يُظهر للدول البربرية قوة الجيش الإسباني الذي تم تحديثه بعد التجربة الإسبانية الكارثية في حرب السنوات السبع. كان الغرض من الهجوم أيضًا إثبات أن إسبانيا ستدافع عن مناطقها في شمال إفريقيا ضد أي تعدي عثماني أو مغربي، وتقليل نفوذ الدول البربرية في البحر الأبيض المتوسط.
غادرت القوات الإسبانية قرطاجنة عام 1775 وأبحرت باتجاه الجزائر العاصمة. على الساحل وبالقرب من المدينة أمر أورايلي القوات الإسبانية بالنزول على الشواطئ والاستيلاء على المدينة، أما السفن الحربية الإسبانية والتوسكانية فكانت مكلفة بحماية سفن الإنزال أثناء هبوطها على الشاطئ. ومع ذلك، كان الهبوط معيبًا منذ البداية، إذ أن المنطقة التي اختارها الإسبان للهبوط لم تكن هي المنطقة التي أبحر إليها طيارو سفينة الإنزال، وكان موقع الهبوط الجديد غير مناسب تمامًا لإنزال المدفعية الثقيلة المخصصة لقصف أسوار مدينة الجزائر. علقت معظم المدافع في الرمال الرطبة مما أدى إلى عدم استخدامها في القتال الذي أعقب ذلك. وعلى الرغم من ذلك، هاجمت القوات الإسبانية القوات الجزائرية التي شرعت في التراجع إلى مواقع أبعد في الداخل. اختار الأسبان المتابعة، لكنهم وقعوا في فخ تم نصبه بعناية وتكبدوا خسائر فادحة، حيث فقدوا ربع قوتهم الإجمالية مقارنة بالإصابات الخفيفة على الجانب الجزائري وأُجبروا على التراجع إلى قواربهم المنتظرة قبالة الشاطئ، وانتهى الهجوم بفشل ذريع وأثبتت الحملة أنها كانت بمثابة ضربة مهينة لإعادة تنظيم الجيش الإسباني.